# 도어스
도어스(영어: The Doors 더 도어스[*])는 1965년 로스앤젤레스에서 보컬의 짐 모리슨, 키보드의 레이 만자렉, 기타의 로비 크리거, 드럼의 존 덴스모어가 결성한 미국의 록 밴드이다. 밴드의 이름은 올더스 헉슬리의 저작 《인식의 문》(The Doors of Perception)의 제목에서 모리슨이 착안, 발제하여 채택되었다. 헉슬리는 여기서 윌리엄 블레이크의 시 한 구절, "인식의 문이 정화되면 모든 것이 있는 그대로 무한히 드러난다(If the doors of perception were cleansed, everything would appear to man as it is, infinite)"를 인용했다. 특이했던 이들은 1960년대 록 중에서도 가장 논란이 뜨겁고 영향력이 짙었던 것으로 꼽힌다. 대부분은 모리슨의 가사와 불안정한 무대 페르소나를 가진 카리스마에서 비롯된다. 1971년 27세의 나이로 모리슨이 사망한 뒤 남은 멤버들은 1973년 해체까지 3인조로 꾸준히 활동했다.
1971년 모리슨의 사망 이후 살아남은 세 명은 만자렉과 크리거의 리드 보컬을 도입한 두 장(《Other Voices》, 《Full Circle》)의 음반을 발표했다. 세 멤버는 모리슨의 스포큰 워드를 이용해 콜라보한 《An American Prayer》을 녹음해 1978년 발표한다. 1997년에는 〈Orange County Suite〉가 박스 세트에 수록된다. 만자렉, 크리거와 덴스모어는 2000년 VH1의 〈Storytellers〉를 위해 재결합, 그 뒤 여러 보컬리스트와 협업하여 《Stoned Immaculate: The Music of The Doors》를 발표했다. 2002년 만자렉과 크리거는 자신들을 21세기 도어스로서 대표하면서 협연하기 시작, 이언 아스트베리가 보컬로 활동했다. 덴스모어는 이를 그냥 지켜보지 않고 모리슨의 사유지와 함께 그들을 밴드 이름의 오용으로 고소, 승소했다. 라이더스 온 더 스톰으로 잠시 활동하다 이들은 만자렉-크리거로 이름을 정착, 2013년 만자렉의 죽음 전까지 투어를 돌았다.
1966년 엘렉트라 레코드와 계약한 도어스는 1967년부터 1971년까지 여덟 장의 음반을 발표했고, 한 장을 제외하면 모두 빌보드 200의 10위권 안에 올라 히트, 플래티넘이나 더 나은 성적을 기록했다. 그들의 1967년 셀프 타이틀 데뷔 음반은 미국에서 연달아 10권 내에 진입한다. 이어 발표된 《Strange Days》 (1967), 《Waiting for the Sun》 (1968), 《The Soft Parade》 (1969), 《Morrison Hotel》 (1970), 《Absolutely Live》 (1970), 《L.A. Woman》 (1971)은 미국에서만 20개 골드, 14개 플래티넘, 5개 멀티 플래티넘, 1개 다이아몬드 인증을 받았다. 1971년 말 도어스는 자국에서만 4,190,457장의 음반, 7,750,642장의 싱글 판매량를 기록한 것으로 전해졌다. 〈Light My Fire〉, 〈Hello, I Love You〉, 〈Touch Me〉를 통해 미국에서는 300백만 장의 싱글을 팔아치웠다.
1973년 도어스의 활동은 중지되었으나, 그들의 유명세는 지속되었다. RIAA에 의하면 이들은 미국에서 3,300만장의 음반 판매량 인증을 받았고, 1억 장의 음반을 전 세계적으로 팔아 역대 가장 많은 음반을 판 밴드 중 하나로 기록되었다. 도어스는 처음으로 골드와 플래티넘 LP를 연이어 발표한 미국 밴드다. 도어스는 지금껏 《롤링 스톤》의 "역대 가장 위대한 100개의 아티스트"에서 41위에 오르는 등 여러 잡지에서 선정한 역대 가장 위대한 아티스트 목록에 포함되었다. 밴드의 셀프 타이틀 음반, 《L.A. Woman》, 《Strange Days》는 롤링 스톤 역대 가장 위대한 음반에 각각 42위, 362위, 407위에 올랐다. 《워싱턴 포스트》의 마틴 웨일의 말에 의하면, 밴드는 1960년대 반문화의 중심에 있던 장미라고 한다. 도어스는 1993년에 로큰롤 명예의 전당에 헌액되었다.

## 역사

### 태동기 (1965년 7월 - 1966년 8월)

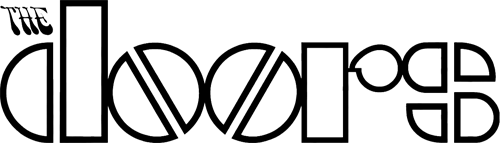
도어스 로고. 일렉트라 레코드의 한 미술 보조가 디자인했고 1967년 데뷔 앨범에 나왔다.

도어스는 1965년 7월 로스앤젤레스 베니스 해변에서 짐 모리슨과 레이 만자렉의 우연한 만남으로부터 시작되었다. 둘은 UCLA 대학 영화학교에 함께 다녔었는데 이 때 모리슨은 만자렉에게 곡을 쓰고 있다고 했다. 이후 인터뷰에서 모리슨은 "당시 썼다는 대여섯 곡은 내 머리 속에서 벌어지는 환상적인 록 공연에 대해 끄적거려 놓은 것들이었다. 그리고 일단 곡을 쓰면 나는 그것을 불러야 했다"고 회상한다. 만자렉이 부추기자 모리슨은 <Moonlight Drive>의 첫 소절을 흥얼거렸다. "Let's swim to the moon, let's climb through the tide, penetrate the evening that the city sleeps to hide." 만자렉은 이에 영감을 얻어 "쿨하고 으스스한" 가사에 맞춰 어떤 음악을 할 지를 상상했다.
만자렉은 당시 형제인 릭, 짐과 함께 릭 & 더 레이븐스라는 밴드에 있었고 드러머인 존 덴스모어는 사이키델릭 레인저스라는 밴드에서 활동하며 만자렉을 명상 수업을 통해 알고 있다가 1965년 8월에 레이븐스에 합류하였고 각자의 배경인 재즈, 록, 블루스, 포크 등의 요소들이 혼합되게 된다. 여기에 베이스 연주자인 패티 설리반이 더해지면서 도어스는 탄생했고 로스앤젤레스의 월드 퍼시픽 스튜디오에서 1965년 9월 2일 6곡의 데모를 녹음한다. 밴드 이름은 올더스 헉슬리의 책 <인식의 문 (The Doors of Perception)>에서 따왔는데 그 제목은 또 헉슬리가 윌리엄 블레이크의 시 <천국과 지옥의 결혼>에 나오는 구절, "지각의 문이 깨끗해지면 모든 것이 있는 그대로 우리에게 나타날 것이다"에서 차용한 것이다. 1965년 말, 만자렉의 두 형제가 밴드를 떠나고 기타리스트 로비 크리거가 합류한다.

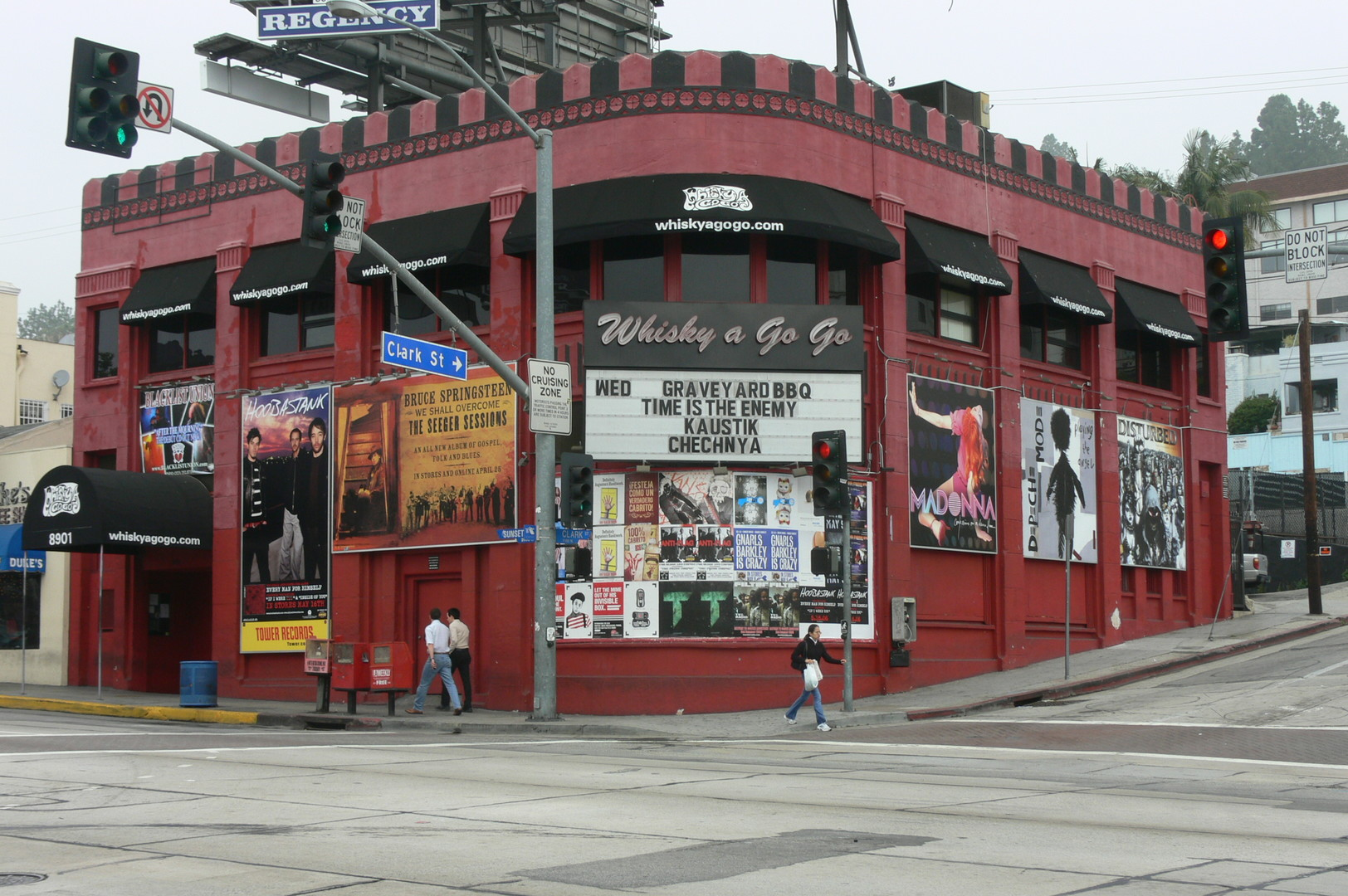
위스키 어 고고

1966년 초, 도어스는 허름하고 지저분한 로스앤젤레스의 런던 포그 클럽에 자리를 잡고 공연을 했는데 당시의 경험을 통해 짐 모리슨은 관중들 앞에서 노래하는 것에 점차 자신감을  얻게 되었고 밴드는 이후 데뷔 앨범에 들어갈 <The End>나 <Light My Fire> 같은 자작곡들을 갈고 닦으면서 더 길게 만들 수 있었다. 당시에 대해 만자렉은 이후에 "런던 포그를 통해 우리는 집단적 실체, 하나됨을 이루었고... 마법이 일어나기 시작했다"고 회고했다. 1996년 5월에 도어스는 좀 더 번듯한 클럽인 위스키 어 고고의 하우스 밴드가 되어 밴 모리슨의 오프닝을 하는 등 위상이 올라갔다.
1966년 8월, 러브의 보컬인 아서 리의 추천으로 엘렉트라 레코드의 사장인 잭 홀즈만과 제작자 폴 A. 로스차일드는 위스키 어 고고에서 도어스의 공연을 보고 8월 18일 계약을 맺는다. 이로서 도어스와 로스차일드, 그리고 엔지니어인 브루스 보트닉과의 성공적인 파트너 관계가 시작된다. 한편 모리슨이 <The End>에서 오이디푸스의 그리스 신화를 노골적으로 욕설과 함께 노래하면서 도어스는 위스키 어 고고에서 8월 21일 해고된다.

### 《The Doors》와 《Strange Days》 (1966년 8월 – 1967년 12월)

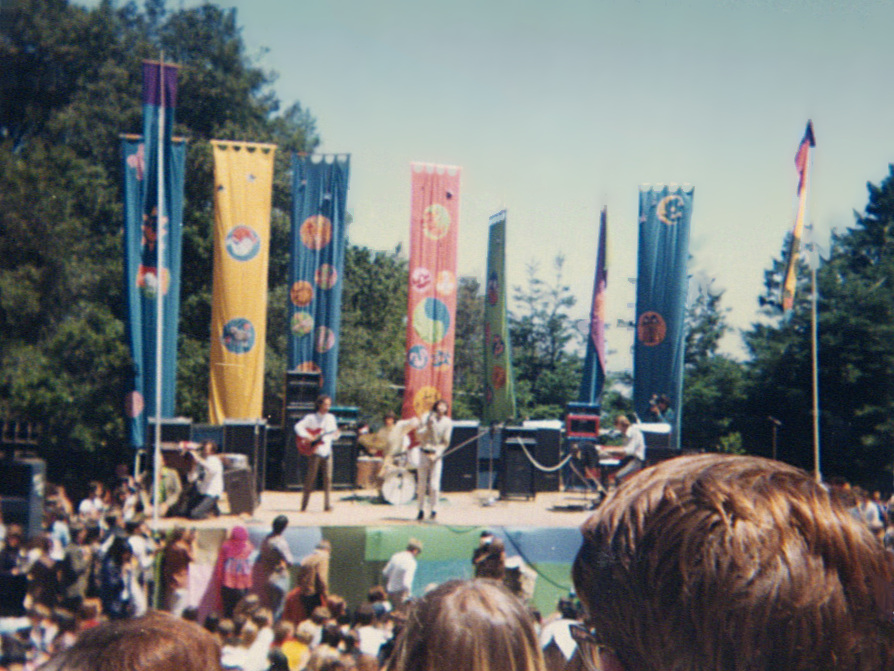
1967년 판타지 페어와 매직 마운틴 뮤직 페스티벌에서 공연하는 도어스

1966년 8월 도어스는 데뷔 앨범《The Doors》를 선셋 사운드 스튜디오에서 녹음하고 1967년 1월에 발매한다. 여기에는 12분 짜리 음악 드라마 "The End"를 비롯하여 도어스의 명곡들이 다수 담겼고 이후 1천3백만장의 판매고를 올린다. 처음 싱글로 나왔던 <Break On Through>의 반응이 신통치 않자 <Light My Fire>를 싱글로 냈고 이는 엘렉트라 레코드 사상 처음으로 빌보드 핫 100 싱글 차트 1위에 올랐고 백만장 이상이 판매되었다.
1967년 9월 17일, 도어스는 에드 설리번 쇼에 출연하여 논란의 공연을 했다. 만자렉에 의하면 방송사 측에서 마약 사용을 암시하는 듯한  "higher"라는 단어를 빼달라고 했고 도어스는 이를 묵인한 듯 보였는데 실제 공연에서는 원래 대로 불러버렸다. 이는 아마도 원래부터 바꿀 생각이 없었거나 아니면 짐 모리슨이 긴장하여 잊어버렸거나였을 텐데 (도어스 내에서도 의견이 갈린다) 어쨌든 "higher"라는 단어가 전국 방송에 나가버렸고 에드 설리번은 이후 예정되었던 여섯 개의 쇼를 취소시켜 버렸다. 프로그램 제작자가 이제 도어스가 에드 설리번 쇼에 절대 출연할 수 없다고 하자 모리슨은 "이것 봐요, 우리는 방금 설리번 쇼를 했어요"라고 답했다고 한다.
도어스는 두 번째 앨범 《Strange Days》 녹음을 위해 로스앤젤레스의 선셋 스튜디오를 다시 찾아 몇 주간 작업하며 무그 신세사이져 같은 새로운 테크놀로지 등을 가지고 실험을 했다. 《Strange Days》는 빌보드 앨범 차트 3위까지 올랐으나 빠르게 순위가 떨어졌다.
데뷔 앨범에서는 세션 뮤지션인 래리 크네히텔이 간간이 베이스를 연주했었는데 《Strange Days》에서부터 스튜디오 뮤지션이 대부분의 베이스를 연주하게 된다. 만자렉은 라이브 공연에서는 자신이 키보드로 베이스를 연주해도 괜찮지만 스튜디오 녹음의 경우 표현상의 한계가 있다고 설명했다. 베이스 녹음에는 더글라스 루반이 참여했고 이후 두 앨범을 함께 했는데 이외에도 다수의 베이시스트들이 세션으로 연주했다.

### 뉴 헤이븐 사건 (1967년 12월)
1967년 12월 9일, 도어스는 코네티컷주의 뉴헤이븐에서 모리슨은 경찰에 체포되는 악명 높은 공연을 가진다. 이로서 모리슨은 무대에서 공연 중에 체포되는 최초의 록 아티스트가 된다. 공연 전 모리슨은 무대 뒤 샤워실에서 한 여성 팬과 대화 내지는 키스를 한 것으로 여겨지는데 그때 경찰이 나타났고 도어스 멤버인줄 몰랐던 경찰은 모리슨과 팬에게 나가라고 명령하자 모리슨이 "엿이나 먹어라"는 식의 답변을 했다. 그러자 경찰은 마지막 기회라며 경고했고 모리슨은 "엿을 먹을 마지막 기회"라고 답했다. 이후 벌어진 일에 대해서는 서로 다른 이야기들이 있는데 만자렉에 의하면 경찰이 이들에게 스프레이를 뿌렸다고 한다.

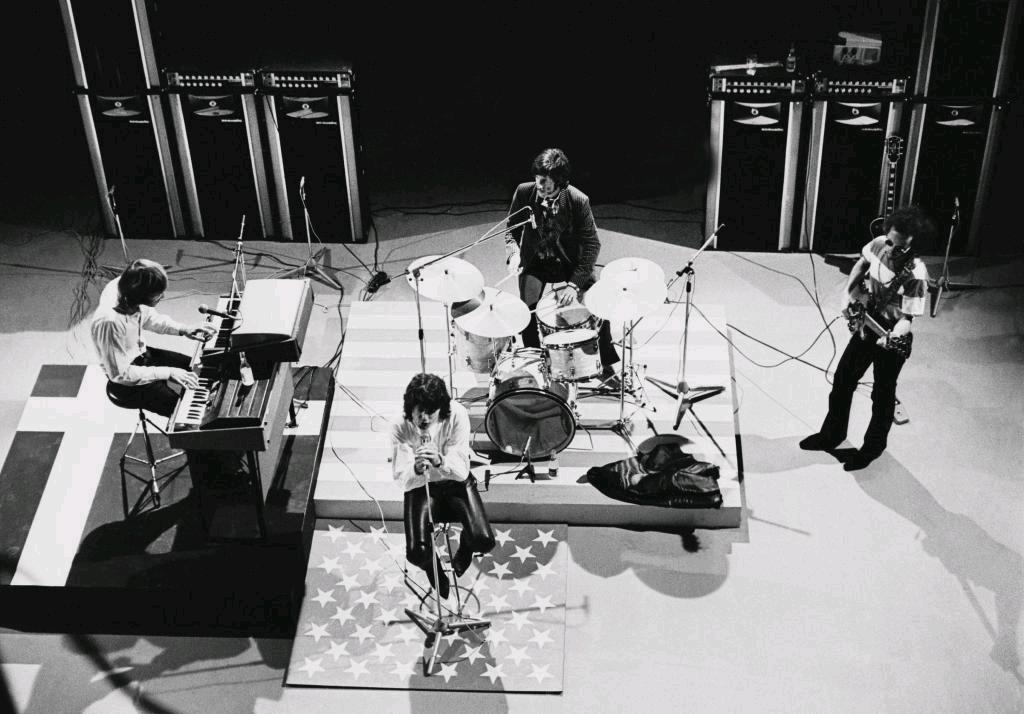
1968년 덴마크 TV에 출연한 도어스

이로 인해 모리슨이 회복될 때까지 공연은 한 시간가량 미뤄졌으며 마침내 무대에 밴드가 서게 되었는데 공연 중간쯤 모리슨은 방금 일어났던 사건에 대해 "파란 옷을 입은 꼬맹이"라는 즉흥곡을 불렀다. 무대 뒤에서 어떤 일이 일어났으며 또 무대를 둘러싸고 있던 경찰을 조롱하는 내용이었는데 이후 경찰이 무대 위로 올라왔고 모리슨은 경찰에게 "할 말이 있으면 하라"고 했다. 그리고 모리슨이 경찰에게 끌려나가면서 공연은 끝나버렸다. 이미 공연이 늦어져서 짜증이 나 있던 청중들은 난동을 피웠다. 경찰서에 끌려간 모리슨은 사진을 찍혔고 폭동, 외설 및 선동의 혐의로 입건되었다. 모리슨과 또 당시 함께 체포되었던 세 명의 기자에 대한 혐의는 증거 부족으로 몇 주 후 취하되었다.

### 《Waiting for the Sun》 (1968년 4-12월)

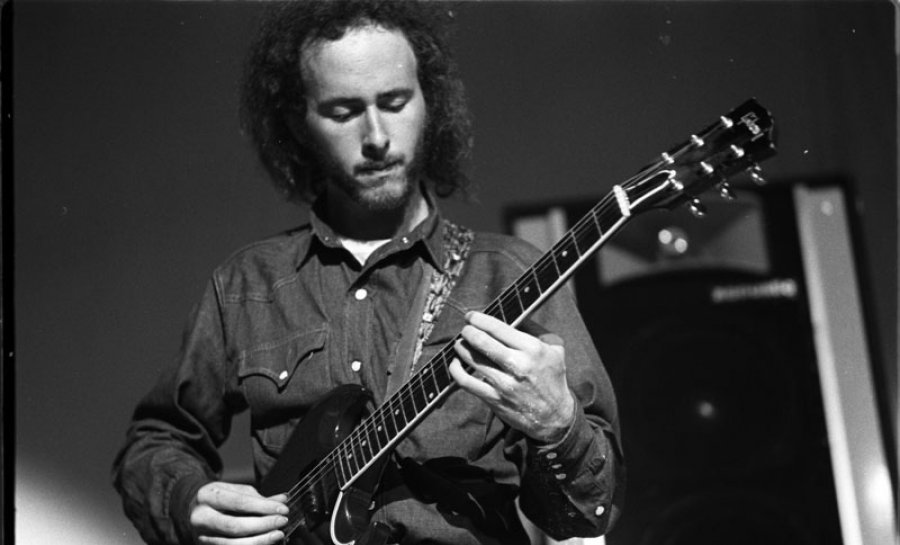
1968년 9월 런던에서 연주하는 로비 크리거

1968년 4월에 진행된 세 번째 앨범 녹음은 모리슨의 알코올 의존 증가로 인해 진행이 어려웠고 또 제작자인 폴 로스차일드가 17분 짜리 곡 <Celebration of the Lizard>가 상업성이 부족하다며 퇴짜를 놓으면서 긴장이 고조되었다. 인기가 최고조에 달하면서 도어스는 다수의 야외 공연을 벌였고 이는 또 팬들과 경찰 사이의 충돌을 야기했다.
한편 도어스는 원래의 구상을 버리고 세 번째 앨범을 위한 새로운 곡들을 쓰기 시작했고 이렇게 나온 《Waiting for the Sun》은 도어스의 앨범들 중 첫 번째이자 유일하게 미국 앨범 차트 1위에 올랐고 싱글 <Hello, I Love You>는 두 번째로 싱글 1위에 올랐다. 한편 킹크스 측에서는 이 곡이 자신들의 1964년 히트곡 <All Day and All of the Night>을 표절했다며 법적 소송을 예고했으나 작곡가인 레이 데이비스는 결국 고소하지 않기로 결정했다. 공연할 때 모리슨은 종종 이 곡을 만자렉에게 대신 부르도록 했다.
네 번째 앨범 작업을 하며 1968년 12월 내놓은 싱글 <Touch Me>는 빌보드 핫 100 차트 3위, 캐시박스 톱 100의 1위에 오르며 미국에서 세 번째이자 마지막 1위를 기록한 싱글이 되었다.

### 마이애미 사건 (1969년 3월)

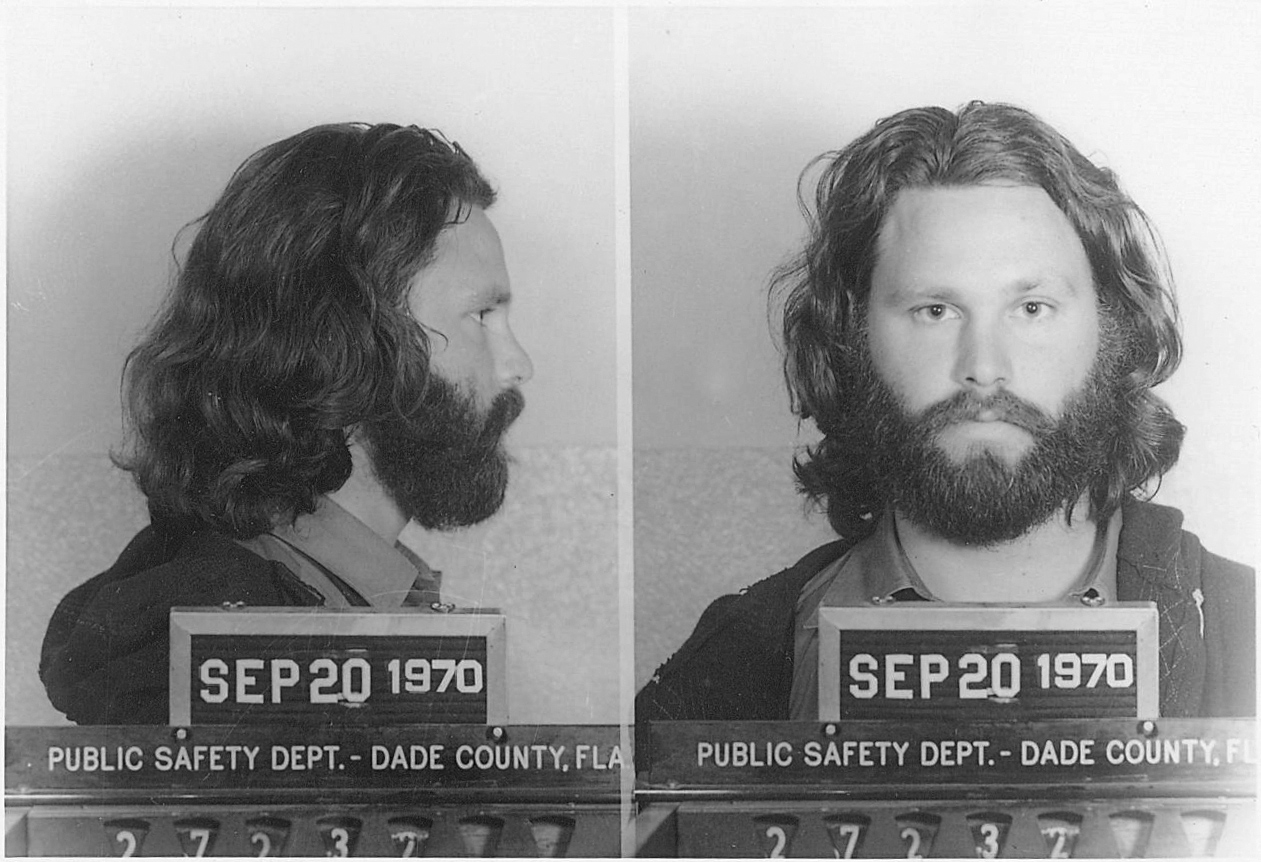
Jim Morrison on the day of his conviction in Miami for profanity and indecent exposure

1969년 3월 1일, 마이애미에서 공연 중 도어스는 가장 논란을 불러일으키고 거의 밴드를 풍지박산 낼 만한 사건을 벌였다. 공연장이었던 디너 키 오디토리움은 수상 비행기 격납고를 개조한 것으로 더운 밤 에어컨이 없었고 티켓 판매를 올리기 위해 주최측에서 의자를 다 없애버린 상태였다.
짐 모리슨은 하루 종일 술을 마셨으며 설상가상으로 마이애미 행 비행기를 놓쳐버렸다. 그가 도착했을 때에는 공연이 이미 한 시간 이상 미뤄진 상황이었다. 7천 명을 수용하도록 만들어진 공연장에는 12,000 명의 짜증난 청중들로 가득했고 모리슨은 얼마 전 보았던 실험 극단의 소위 "적대적" 스타일의 공연에 영향을 받아 "너희들은 다 바보 멍텅구리야"등과 같은 멘트로 관중들을 도발했다.
두 번째 곡 <Touch Me>를 하려는데 모리슨은 소리치기 시작했고 밴드는 연주를 멈췄다. 모리슨은 무대를 지키고 있던 경찰의 모자를 벗겨 관중석으로 던지기도 했다. 당시 매니저였던 빌 시돈스는 "그 공연은 마치 서커스와도 같이 기괴했고 그토록 광란에 빠진 청중들도 처음 보았다"고 했고 장비 담당이었던 빈스 트레노는 "누군가 무대로 뛰어올라와 짐에게 샴페인을 붓자 그는 셔츠를 벗어버렸고 다 같이 옷을 벗자고하자 청중들도 옷을 벗기 시작했다"고 했다. 셔츠를 벗은 모리슨은 그것을 사타구니 앞에 들고 뒤쪽으로 손을 움직였다. 만자렉은 당시에 대해 집단 종교 환각과도 같았다고 했다.
3월 5일 데이드 카운티의 보안관 사무실에서는 모리슨의 체포 영장을 발부했는데 무대에서 성기를 노출하고 군중에게 외설적인 소리를 냈고 크리거에게 구강 성교를 암시하는 행위를 하고 공연 당시 술에 취했있었다는 혐의였다. 모리슨은 도어스가 마이애미에서 무료 공연을 하는 조건으로 한 플리 바겐을 거부했고 그 결과 유죄 판결을 받아 중노동 6개월 형과 함께 벌금 500 달러 지불 명령을 받았다. 모리슨은 항소를 벌이는 과정에서는 석방 상태였고 이 문제가 법적 해결을 보기 전에 사망하고 만다. 2007년에 플로리다주 주지사인 찰리 크리스트는 모리슨의 사후 사면 가능성을 제안했고 이는 2010년 12월 9일에 받아들여졌다. 크리거와 만자렉, 덴스모어 모두는 모리슨이 그 날 밤에 성기 노출을 했다는 혐의에 대해 부인했다.

### 《The Soft Parade》 (1969년 5-7월)
도어스의 네 번째 앨범 《The Soft Parade》는 1969년 7월에 발매되었고 도어스 처음이자 마지막으로 금관악기와 현악기가 들어갔다. 이는 제작자인 로스차일드가 당시 여러 밴드들이 이러한 방향으로 전환한 것을 관찰하여 했던 제안이었다. 재즈에 영향을 많이 받았던 덴스모어와 만자렉은 이러한 제안을 수락했으나 모리슨은 자신의 곡에 오케스트라 반주를 넣는 것을 거부했다.

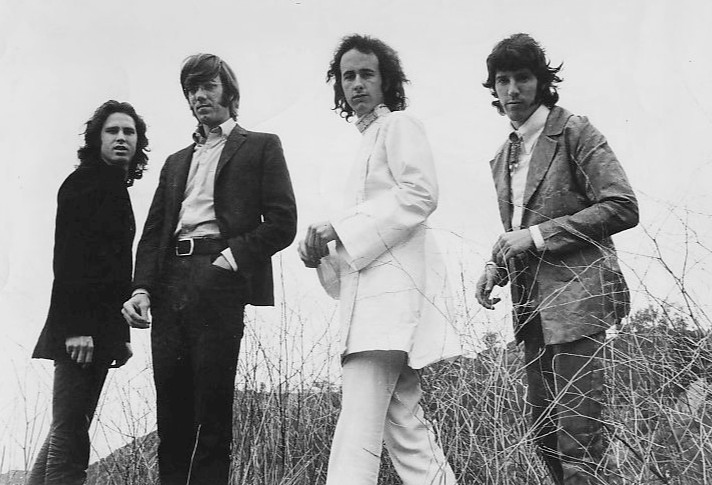
1967년 말의 도어스

도어스는 이전의 모멘텀을 이어가고자 애썼으나 이러한 사운드의 변화에 대해 평론가들은 음악적 무결성을 버렸다며 공격했다. 덴스모어의 자서전에 따르면 이 앨범에서 처음으로 작곡자들의 이름을 넣었는데 이는 모리슨이 크리거의 곡 <Tell All the People>의 가사를 싫어했기 때문이라고 했다. 모리슨의 음주는 그를 대하기 어렵고 신뢰할 수 없게 만들었고 녹음은 수 개월간 질질 끌게 되었다. 스튜디오 비용이 쌓여갔고 도어스는 공중분해될 위험에 처했지만 다행히도 앨범은 엄청난 성공을 거두었다. 이 시기에 모리슨은 밴드를 떠나고자 했으나 만자렉의 만류로 머물렀다.

### 《Morrison Hotel》과 《Absolutely Live》 (1969년 11월 – 1970년 12월)

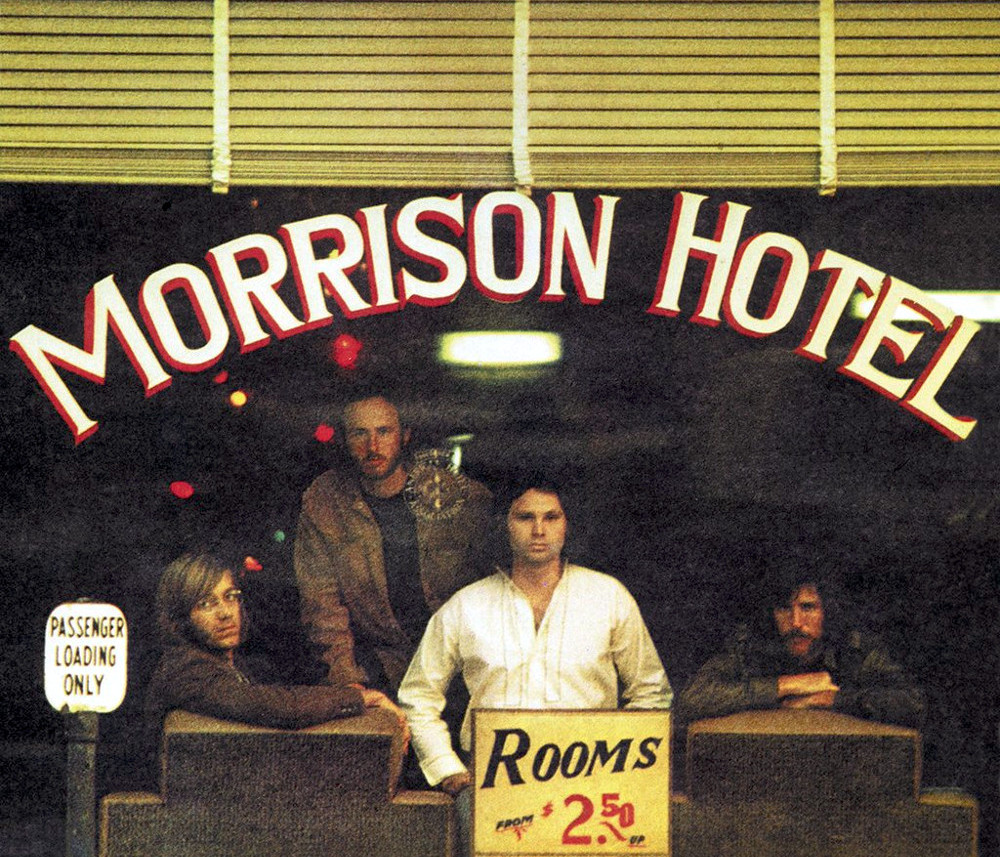
<Morrison Hotel> 앨범 커버로 쓰인 헨리 딜츠의 사진

1969년 11월, 다음 앨범인 《Morrison Hotel》 녹음 작업을 하던 중 모리슨은 롤링스톤스의 공연을 보기 위해 가던 애리조나주 피닉스 행 비행기에서 승무원을 희롱하고 괴롭혔다는 혐의로 또 다시 말썽을 일으켰다. 모리슨과 당시 동행자들은 "항공기 비행 방해 및 공공장소에서의 만취" 혐의로 기소되었다. 만약 가장 심각한 혐의로 유죄 판결을 받게 된다면 10년형까지 나올 수 있었다. 하지만 승무원이 모리슨을 당시 동승자였던 베이커로 오인했다고 하며 진술을 번복하면서 혐의가 취하됐다.
실험적이었던 앨범 《The Soft Parade》 이후 도어스는 다시 이전의 전통적 방식으로 돌아와 전적으로 블루스 록에 기반한 1970년 다섯 번째 앨범 《Morrison Hotel》을 만들었다. 이 앨범은 미국에서 4위에 올랐고 핵심 팬층과 록 언론계에서의 위상을 되살렸다. 크림 매거진의 데이브 마쉬는 "... 도어스가 잘할 때는 천하무적이다. 이 앨범은 내가 들어 본 것들 중 최고다"라고 했고 록 매거진은 "의심의 여지 없이 그들의 가장 발랄한(그리고 최고의) 앨범이다"라고 했으며 서커스 매거진은 "도어스의 앨범들 중 아마 최고의 것이다"라고 극찬했다. 이 앨범에서 모리슨은 전곡을 작곡하거나 공동 작곡하면서 다시금 주요 작곡자의 자리로 돌아왔다.
1970년 7월에는 첫 라이브 앨범 《Absolutely Live》가 나와 8위까지 올랐다. 앨범 제작을 맡았던 로스차일드는 여러 공연에서 조각조각 따와서 믹싱했다면서 "아마 2천번가량 편집했을 것이다"고 이후 인터뷰에서 밝혔다. <Celebration of the Lizard>는 이 앨범에서 처음으로 소개되었다.
1970년 12월 8일, 27세 생일에 모리슨은 시 녹음을 했는데 이 중 일부는 1978년에 음악과 함께 《An American Prayer》라고 발매되었다. 새 앨범 준비를 하며 홍보를 위한 세 차례의 공연이 있었는데 12월 12일 뉴올리언스에서의 공연이 모리슨의 마지막 공연이 되었다. 공연 도중 마이크를 수 차례 바닥에 후려 쳐서 무대가 부서졌고 이후 무대에 주저 앉아 더 이상 움직이려 하지 않았다. 이 공연 이후 덴스모어와 만자렉, 크리거는 더 이상 라이브 공연을 하지 않기로 결정하고 모리슨에게 통보했다.

### 《L.A. Woman》과 짐 모리슨의 사망 (1970년 12월 – 1971년 7월)

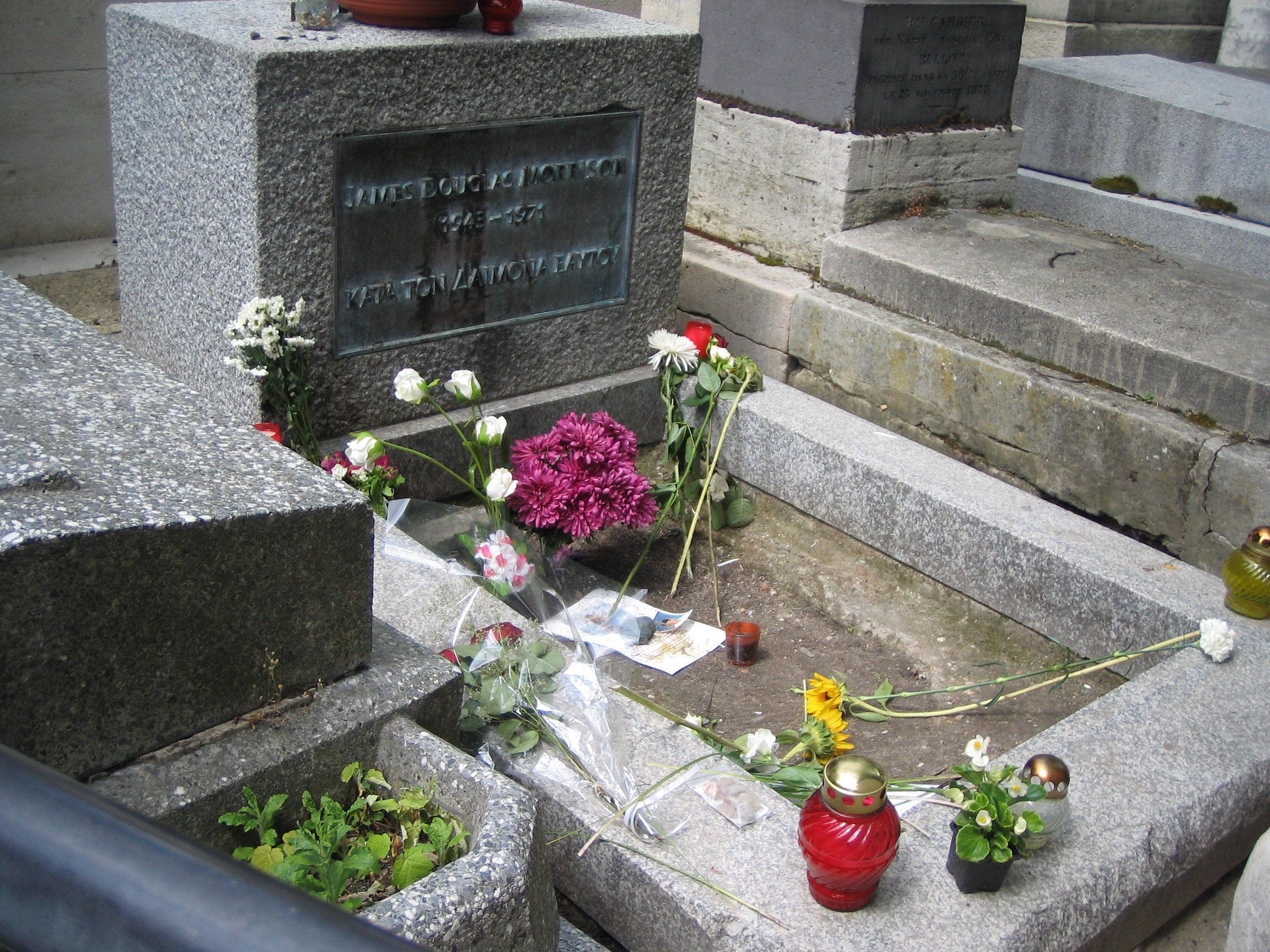
파리에 있는 짐 모리슨의 무덤

뉴 올리언스의 사건과 모리슨의 유죄 확정에도 불구하고 도어스는 1971년 《L.A. Woman》으로 다시금 정상을 탈환한다. 이 앨범에는 리듬 기타로 마크 벤노와 엘비스 프레슬리와 작업했던 저명한 베이시스트 제리 셰프도 참여했다. 빌보드 차트에는 9위에 올랐고 두 개의 톱 20 히트와 데뷔 앨범을 제외하고는 가장 많이 팔린 도어스의 앨범이다.
<L.A. Woman>과 두 개의 싱글(<Love Her Madly>와 <Riders on the Storm>)은 록 라디오 프로그램의 단골로 남아있으며 <Riders on the Storm>은 이후 그래미 명예에 전당에 오르기도 했다. <L.A. Woman>에서 모리슨은 자신의 이름의 철자를 바꾼 "Mr. Mojo Risin"이라는 주문을 외우기도 했다.
1971년 3월 13일, 《L.A. Woman》 앨범 녹음을 마친 모리슨은 잠시 도어스 활동을 접고 여자 친구인 파멜라 쿠르손과 파리로 떠났다. 그리고 몇 달 간 정착을 하던 중 7월 3일 욕조에서 사망한 모리슨을 쿠르손이 발견하였다. 공식 부검은 없었고 사인은 심부전으로 기재됐다. 모리슨은 7월 7일 페르 라셰즈 묘지의 "시인의 코너"에 묻혔다.
짐 모리슨은 27세의 나이로 사망하며 같은 나이에 사망한 유명한 록 스타들과 함께 27 클럽에 속하게 되었다. 1974년 모리슨의 여자 친구 파멜라 쿠르손 역시 27세로 사망했다.

## 짐 모리슨 이후

### 《Other Voices》와 《Full Circle》 (1971년 7월 – 1973년 1월)
모리슨의 죽음은 도어스에게 전설과 불멸의 도장을 찍어주었다. 이제 70년대를 온전한 상태로 되돌아 갈 기회는 없었다. 아마도 그것은 좋은 일이었을 수도 있다. 나는 디스코 시대의 도어스를 상상할 수 없다.— 헨리 롤린스

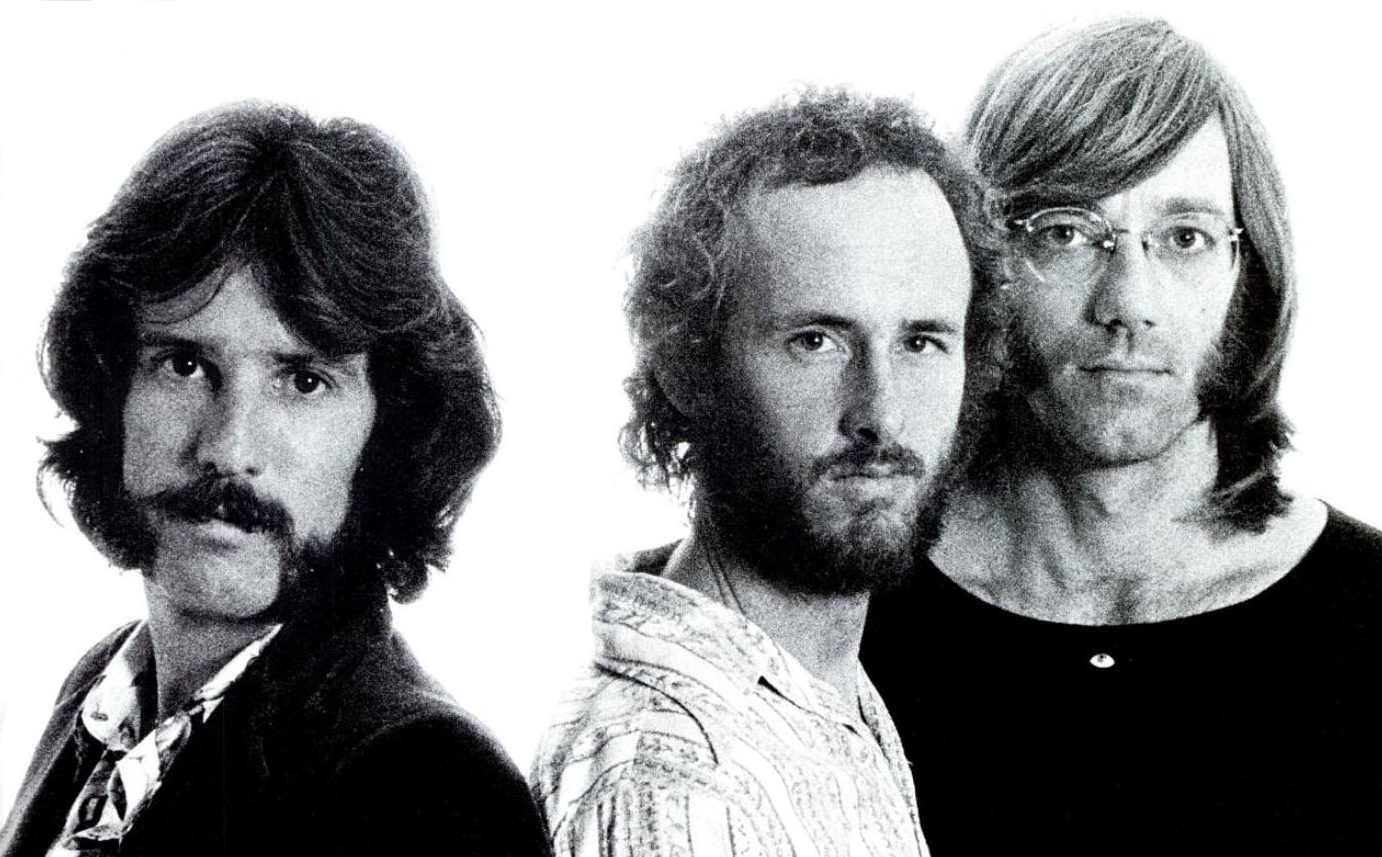
1971년 덴스모어와 크리거, 만자렉

《L.A. Woman》의 후속 앨범인 《Other Voices》는 모리슨이 파리에 있을 동안 추진되었는데 당시 멤버들은 모리슨이 돌아와 완성을 도와줄 것이라 여기고 있었다. 모리슨 사망 이후 남은 멤버들은 그를 대체할 사람을 찾기도 했다. 폴 매카트니가 베이스를 맡고 이기 팝이 보컬을 하는 등의 안이 있었다. 하지만 모두 이루어지지 않았고 크리거와 만자렉이 보컬을 맡았고 그렇게 《Other Voices》는 1971년 10월 발매된다.
《Other Voices》 이후 1년 만에 녹음에 들어간 《Full Circle》은 1972년 8월에 발매되었다. 두 앨범 모두 상업적으로 성공하지는 못했다. 모리슨 시절 6개의 앨범이 톱 10에 들어갔던데 비해 모리슨 사후 도어스는 다시 그 지위로 오르지 못했다. 1973년 엘렉트라 레코드와의 계약이 만료되면서 도어스도 해체되었다.

### 재결합
1978년 모리슨 사후 세 번째 앨범 《An American Prayer》는 모리슨이 자신의 시를 낭송한 것을 녹음한 것에 반주를 더하여 발매되었다. 이 앨범은 상업적으로 성공했고 플래티넘을 달성했다. 2년 후 이 앨범은 그래미 어워드 "스포큰 워드" 앨범 부문에 후보로 올랐다.
1993년 도어스는 록앤롤 명예의 전당에 헌액되었고 행사에는 만자렉, 크리거, 덴스모어가 참석하여 에디 베더가 보컬을, 돈 워스가 베이스로 참여해 <Roadhouse Blues>와 <Break On Through>, <Light My Fire>를 연주했다. 1997년 박스 세트를 위해 남은 도어스 멤버들이 함께 <Orange County Suite>을 완성했는데 이 곡은 전에 모리슨이 쓰고 노래와 피아노 녹음을 해두었던 것이었다.
도어스는 2000년 VH1의 스토리텔러에 함께 출연하여 다수의 게스트 보컬과 함께 공연을 선보였고 이후 도어스 헌정 앨범 《Stoned Immaculate: The Music of The Doors》에도 참여했다.

## 도어스 이후
1971년 짐 모리슨의 사망 이후 크리거와 덴스모어는 벗츠 밴드를 조직하였고 모리슨을 대체할 새로운 보컬을 찾으려 런던까지 갔었다. 이들은 두 장의 앨범을 내고 해체했다.
만자렉은 1974-1983년 세 장의 솔로 앨범을 냈고 1975년에는 나이트 시티라는 밴드를 만들어 두 장의 앨범을 내기도 했다. 크리거는 1977-2010년에 걸쳐 여섯 장의 솔로 앨범을 냈다.
2002년 만자렉과 크리거는 21세기 도어스(Doors of the 21st Century)라는 새로운 버전의 도어스를 결성했으나 덴스모어와의 도어스 이름 사용에 관한 법정 투쟁 끝에 이름을 "만자렉-크리거" 등으로 몇 차례 바꾸어었고 활발한 투어 활동을 벌였다. 2007년 7월, 덴스모어는 펄 잼의 에디 베더가 보컬로 들어오지 않는 한 도어스 재결합은 없다고도 했다.
2013년 5월 20일, 만자렉은 독일의 병원에서 담관암과 관련된 합병증으로 74세에 사망했다. 크리거와 덴스모어는 2016년 2월 12일 만자렉을 추모하는 암 치료 자선공연에 함께했다.

## 유산
1970년대 말 도어스에 관한 관심이 되살아났는데 이는 1978년에 발매된 《An American Prayer》와 거기에 담겼던 "Roadhouse Blues"의 라이브 버전이 라디오를 많이 타면서였다. 1979년에는 <The End>가 영화 <지옥의 묵시록>에 매우 인상적으로 삽입되었고 이듬해에는 모리슨에 관한 베스트셀러 전기인 <아무도 여기서 살아나갈 수 없다>가 출간되었다. 도어즈의 데뷔 앨범 《The Doors》는 다시금 빌보드 200 앨범 차트에 진입했고 1980년 엘렉트라 레코드는 도어스의 앨범들이 어느 때보다도 잘 팔리고 있다고 했다. 이에 부응하여 히트 모음집 《Greatest Hits》가 1980년 10월에 발매되어 빌보드 차트 17위에 오르며 거의 2년 동안 차트에 머물렀다.

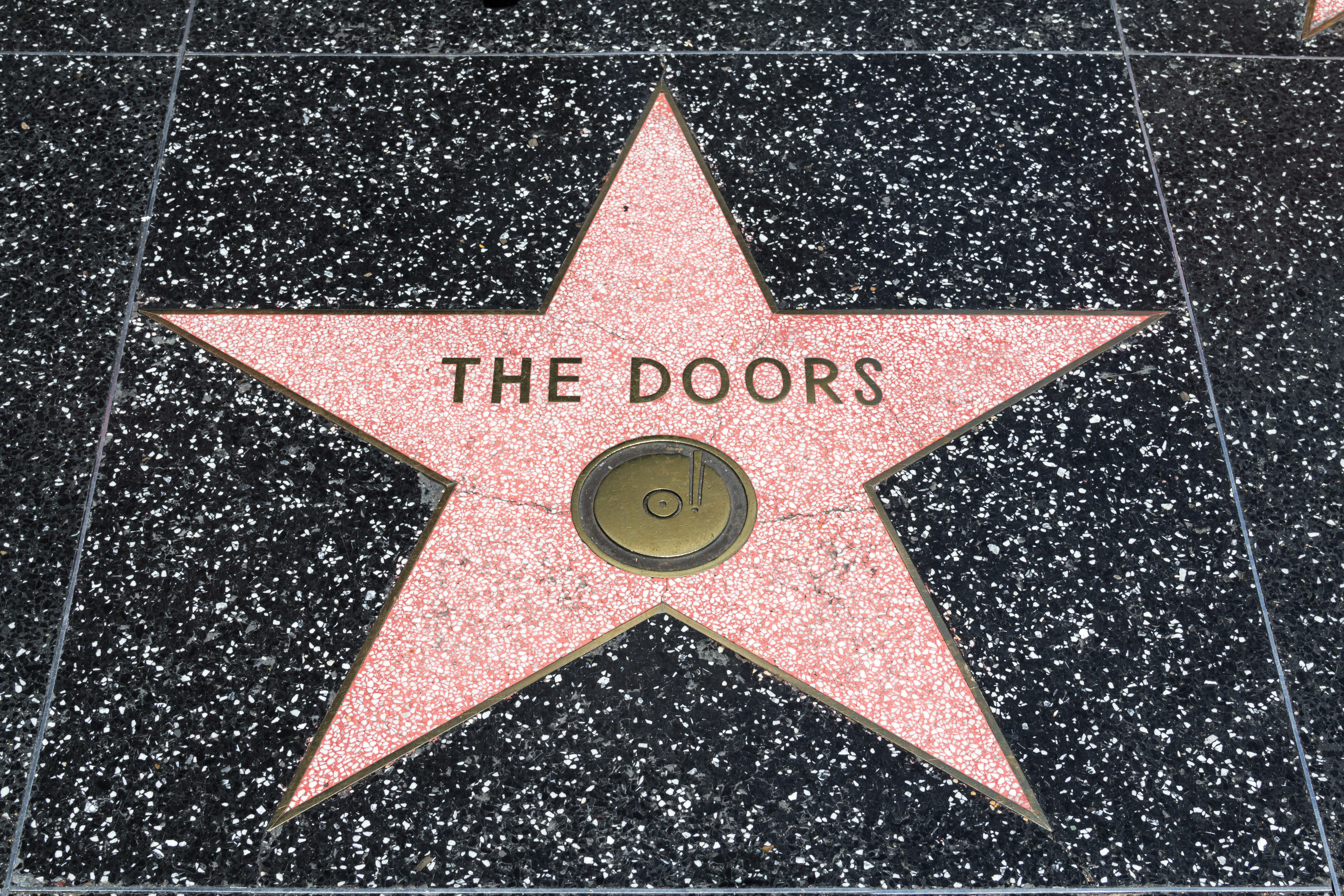
할리우드 워크 오브 페임에 있는 도어스의 별

이러한 재부흥은 1983년까지 지속되었고 미발표 라이브 곡들을 모은 《Alive, She Cried》 앨범의 "Gloria"는 빌보드 18위에 올랐고 뮤직 비디오를 MTV에서 많이 방영했다. 또 다른 히트 모음집 《Best of the Doors》가 1985년 출시되었고 2007년에 이르러 1천만 장 이상 팔려 다이아몬드 지위를 획득했다.
두 번째 부흥의 물결은 1991년 올리버 스톤이 감독하고 발 킬머가 모리슨 역을 맡은 영화 <도어스>로 인해서였다. 도어스의 멤버들은 이 영화가 자신들을 다룬 방식을 싫어했는데 만자렉은 "올리버 스톤의 영화가 내가 아는 한 사람의 삶을 망가뜨렸다. 시인 짐 모리슨 말이다"라고 했으며 덴스모어는 "3분의 1은 소설이다"라고 했다. 크리거도 다른 두 명과 비슷한 의견이었다. 영화 사운드트랙은 빌보드 앨범 차트 8위에 올랐고 이와 함께 《Greatest Hits》와 《Best of the Doors》도 덩달아 차트에 재진입하여 32위까지 올랐다.

## 구성원
- 짐 모리슨 – 리드 보컬, 가사, 하모니카, 탬버린, 신시사이저, 마라카스 (1965–1971)
- 레이 만자렉 – 건반, 오르간, 건반 베이스, 보컬 (1965–1973)
- 존 덴스모어 – 드럼, 타악기 (1965–1973)
- 로비 크리거 – 리드 기타, 보컬 (1965–1973)

게스트 뮤지션
- 르로이 비네거 – 《Waiting For The Sun》의 〈Spanish Caravan〉에서 베이스
- 하비 브룩스 – 베이스 기타 《Soft Parade》 (1969)
- 로니 맥 – 깁슨 플라잉 V 《"No. 7"》 《Morrison Hotel》 (1970)
- 레이 니아폴리탄 – 베이스 기타 《Morrison Hotel》 (1970)
- 존 세바스찬 ("G. Puglese"로 표기) – 하모니카 《Morrison Hotel》 (1970)
- 잭 콘래드 – 베이스 기타 (1971–1973)
- 바비 레이 핸슨 – 리듬 기타, 백 보컬, 타악기 (1971–1973)
- 마르크 베노 – 리듬 기타 《L.A. Woman》 (1971)
- 제리 쉐프 – 베이스 기타, 《L.A. Woman》, 《An American Prayer》(1971, 1978)
- 레이놀 안디노 – 타악기 (1978)
- 아서 바로우 – 신시사이저 프로그래밍 (1978년 〈The Movie〉)
- 밥 글러브 – 베이스 한정 (1978년 〈Albinoni – Adagio〉)
- 에디 베더 – 리드 보컬 (1993)
- 돈 워스 – 베이스 기타 (1993)
- 앙겔로 바베라 – 베이스 기타 (2000)
- 더글라스 루반 – 베이스 기타 《Strange Days》, 《Waiting for the Sun》; 《Soft Parade》 (1967-1969)

## 음반 목록
- 《The Doors》 (1967)
- 《Strange Days》 (1967)
- 《Waiting for the Sun》 (1968)
- 《The Soft Parade》 (1969)
- 《Morrison Hotel》 (1970)
- 《L.A. Woman》 (1971)
- 《Other Voices》 (1971)
- 《Full Circle》 (1972)
- 《An American Prayer》 (1978)